# Веронелла
Веронелла (итал. Veronella) — коммуна в Италии, располагается в провинции Верона области Венеция.
Население составляет 3701 человек, плотность населения составляет 185 чел./км². Занимает площадь 20,82 км². Почтовый индекс — 37040. Телефонный код — 0442.
Покровительницей коммуны почитается Пресвятая Богородица. Праздник ежегодно празднуется 18 июля или в третье воскресение июля.